# Polynesische navigatie

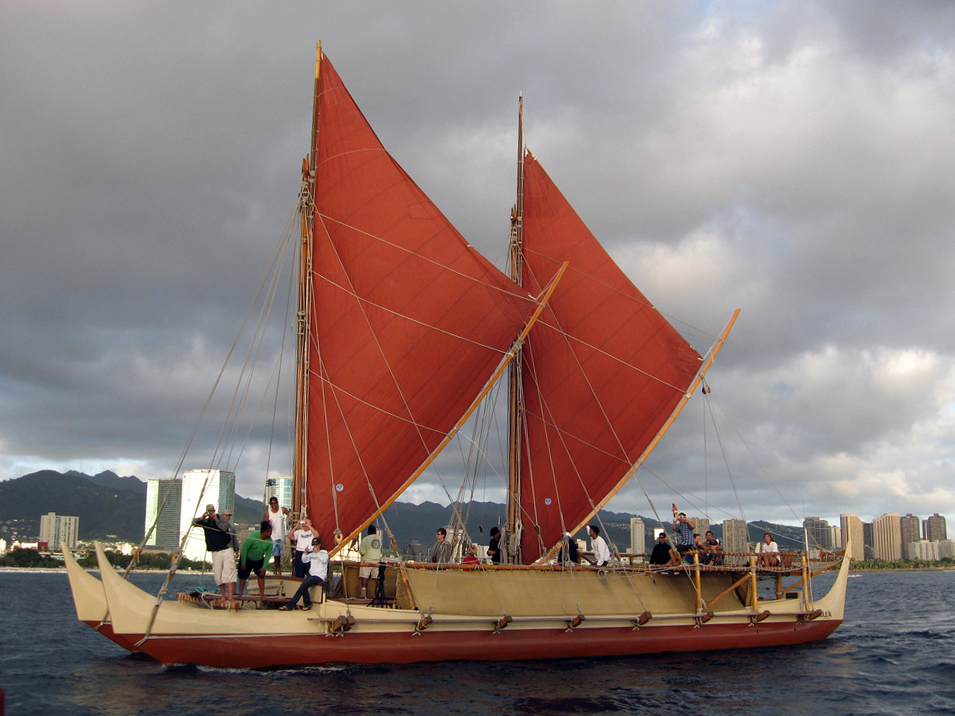
Een replica van een Polynesische kano

De Polynesische migratie, die met de aankomst op Nieuw-Zeeland gecompleteerd werd.

De Polynesische navigatie waarmee tussen ver van elkaar gelegen eilanden in het Polynesische gebied gevaren kon worden, werd uitgevoerd door niet alleen naar de sterren te kijken (astronavigatie) maar ook met herkenningspunten in de open oceaan. Men keek daarbij naar de deining en windpatronen en naar de routes van trekvogels. Het maakte tochten van duizenden kilometers mogelijk. Op deze manier kon in de periode van de 13e eeuw v.Chr. tot aan de 12e eeuw de hele Polynesische driehoek tussen Nieuw-Zeeland, Paaseiland en Hawaï bevolkt worden. De kennis werd mondeling doorgegeven en vaak door een kleine groep geheim gehouden.
De tochten werden uitgevoerd met uitleggerkano's en kano's met een dubbele romp. Vooral de trek van de Marquesaseilanden naar Hawaï is bewonderenswaardig. Op deze lange reis heeft men waarschijnlijk de route van trekvogels gevolgd en meerdere pogingen gedaan om eerst steeds weer terug te keren en de herkenningspunten te onthouden.